# ATP-toernooi van Estoril
Het ATP-toernooi van Estoril is een jaarlijks terugkerend tennistoernooi voor mannen dat wordt georganiseerd in de Portugese plaats Estoril. De officiële naam van het toernooi is Millennium Estoril Open.
Voor 2013 heette het toernooi Estoril Open. Hoewel de daadwerkelijke locatie altijd al het Estádio Nacional in Oeiras was, werd tot en met 2012 het nabijgelegen Estoril als officiële plaatsaanduiding gebruikt.
In 2015 werd het toernooi geherlocaliseerd naar Estoril.
Tot en met 2014 vond tegelijkertijd met dit toernooi op dezelfde locatie het WTA-toernooi van Oeiras voor vrouwen plaats.
Het toernooi heeft de status ATP World Tour 250 in het professionele mannentennis. Het toernooi is altijd gespeeld op gravel.
Het toernooi trok tijdens de laatste editie in 2024 een recordaantal van 43.480 toeschouwers.

## Finales

### Enkelspel
| Datum      | Naam          | Categorie    | ($/€)     | Winnaar                                | Verliezend finalist                    | Uitslag                                |                                        |
| Oeiras     | Oeiras        | Oeiras       | Oeiras    | Oeiras                                 | Oeiras                                 | Oeiras                                 | Oeiras                                 |
| ---------- | ------------- | ------------ | --------- | -------------------------------------- | -------------------------------------- | -------------------------------------- | -------------------------------------- |
| 08-04-1990 | Estoril Open  | World Series | $ 225.000 | Emilio Sánchez                         | Franco Davín                           | 6-3, 6-1                               | Details                                |
| 07-04-1991 | Estoril Open  | World Series | $ 337.500 | Sergi Bruguera                         | Karel Nováček                          | 7-6, 6-1                               | Details                                |
| 05-04-1992 | Estoril Open  | World Series | $ 465.000 | Carlos Costa (1)                       | Sergi Bruguera                         | 4-6, 6-2, 6-2                          | Details                                |
| 04-04-1993 | Estoril Open  | World Series | $ 500.000 | Andrej Medvedev                        | Karel Nováček                          | 6-4, 6-2                               | Details                                |
| 03-04-1994 | Estoril Open  | World Series | $ 500.000 | Carlos Costa (2)                       | Andrej Medvedev                        | 4-6, 7-5, 6-4                          | Details                                |
| 09-04-1995 | Estoril Open  | World Series | $ 550.000 | Thomas Muster (1)                      | Albert Costa                           | 6-4, 6-2                               | Details                                |
| 14-04-1996 | Estoril Open  | World Series | $ 600.000 | Thomas Muster (2)                      | Andrea Gaudenzi                        | 7-6, 6-4                               | Details                                |
| 13-04-1997 | Estoril Open  | World Series | $ 600.000 | Àlex Corretja                          | Francisco Clavet                       | 6-3, 7-5                               | Details                                |
| 12-04-1998 | Estoril Open  | Int. Series  | $ 600.000 | Alberto Berasategui                    | Thomas Muster                          | 3-6, 6-1, 6-3                          | Details                                |
| 11-04-1999 | Estoril Open  | Int. Series  | $ 600.000 | Albert Costa                           | Todd Martin                            | 7-6, 2-6, 6-3                          | Details                                |
| 16-04-2000 | Estoril Open  | Int. Series  | $ 600.000 | Carlos Moyà                            | Francisco Clavet                       | 6-3, 6-2                               | Details                                |
| 15-04-2001 | Estoril Open  | Int. Series  | $ 600.000 | Juan Carlos Ferrero                    | Félix Mantilla                         | 7-6, 4-6, 6-3                          | Details                                |
| 14-04-2002 | Estoril Open  | Int. Series  | $ 595.000 | David Nalbandian (1)                   | Jarkko Nieminen                        | 6-4, 7-6                               | Details                                |
| 13-04-2003 | Estoril Open  | Int. Series  | $ 500.000 | Nikolaj Davydenko                      | Agustín Calleri                        | 6-4, 6-3                               | Details                                |
| 18-04-2004 | Estoril Open  | Int. Series  | $ 500.000 | Juan Ignacio Chela                     | Marat Safin                            | 6-7, 6-3, 6-3                          | Details                                |
| 01-05-2005 | Estoril Open  | Int. Series  | $ 600.000 | Gastón Gaudio                          | Tommy Robredo                          | 6-1, 2-6, 6-1                          | Details                                |
| 07-05-2006 | Estoril Open  | Int. Series  | $ 600.000 | David Nalbandian (2)                   | Nikolaj Davydenko                      | 6-3, 6-4                               | Details                                |
| 06-05-2007 | Estoril Open  | Int. Series  | $ 600.000 | Novak Đoković                          | Richard Gasquet                        | 7-6, 0-6, 6-1                          | Details                                |
| 20-04-2008 | Estoril Open  | Int. Series  | € 349.000 | Roger Federer                          | Nikolaj Davydenko                      | 7-6, 1-2, opgave                       | Details                                |
| 10-05-2009 | Estoril Open  | ATP 250      | € 398.250 | Albert Montañés (1)                    | James Blake                            | 5-7, 7-6, 6-0                          | Details                                |
| 09-05-2010 | Estoril Open  | ATP 250      | € 398.250 | Albert Montañés (2)                    | Frederico Gil                          | 6-2, 6-7(5), 7-5                       | Details                                |
| 01-05-2011 | Estoril Open  | ATP 250      | € 398.250 | Juan Martín del Potro (1)              | Fernando Verdasco                      | 6-2, 6-2                               | Details                                |
| 06-05-2012 | Estoril Open  | ATP 250      | € 398.250 | Juan Martín del Potro (2)              | Richard Gasquet                        | 6-4, 6-2                               | Details                                |
| 05-05-2013 | Portugal Open | ATP 250      | € 410.200 | Stanislas Wawrinka                     | David Ferrer                           | 6-1, 6-4                               | Details                                |
| 27-04-2014 | Portugal Open | ATP 250      | € 426.605 | Carlos Berlocq                         | Tomáš Berdych                          | 0-6, 7-5, 6-1                          | Details                                |
| Estoril    |               |              |           |                                        |                                        |                                        |                                        |
| 03-05-2015 | Estoril Open  | ATP 250      | € 439.405 | Richard Gasquet                        | Nick Kyrgios                           | 6-3, 6-2                               | Details                                |
| 01-05-2016 | Estoril Open  | ATP 250      | € 463.520 | Nicolás Almagro                        | Pablo Carreño Busta                    | 6-7(6), 7-6(5), 6-3                    | Details                                |
| 07-05-2017 | Estoril Open  | ATP 250      | € 482.060 | Pablo Carreño Busta                    | Gilles Müller                          | 6-2, 7-6(5)                            | Details                                |
| 06-05-2018 | Estoril Open  | ATP 250      | € 501.345 | João Sousa                             | Frances Tiafoe                         | 6-4, 6-4                               | Details                                |
| 05-05-2019 | Estoril Open  | ATP 250      | € 524.340 | Stéfanos Tsitsipás                     | Pablo Cuevas                           | 6-3, 7-6(4)                            | Details                                |
| 03-05-2020 | Estoril Open  | ATP 250      | € 542.695 | Geen toernooi wegens de coronapandemie | Geen toernooi wegens de coronapandemie | Geen toernooi wegens de coronapandemie | Geen toernooi wegens de coronapandemie |
| 02-05-2021 | Estoril Open  | ATP 250      | € 481.270 | Albert Ramos Viñolas                   | Cameron Norrie                         | 4-6, 6-3, 7-6(3)                       | Details                                |
| 01-05-2022 | Estoril Open  | ATP 250      | € 534.555 | Sebastián Báez                         | Frances Tiafoe                         | 6-3, 6-2                               | Details                                |
| 09-04-2023 | Estoril Open  | ATP 250      | € 562.815 | Casper Ruud                            | Miomir Kecmanović                      | 6-2, 7-6(3)                            | Details                                |
| 07-04-2024 | Estoril Open  | ATP 250      | € 549.320 | Hubert Hurkacz                         | Pedro Martínez                         | 6-3, 6-4                               | Details                                |

### Dubbelspel
| Datum      | Naam          | Categorie    | ($/€)     | Winnaars                                   | Verliezend finalisten                  | Uitslag                                |                                        |
| Estoril    | Estoril       | Estoril      | Estoril   | Estoril                                    | Estoril                                | Estoril                                | Estoril                                |
| ---------- | ------------- | ------------ | --------- | ------------------------------------------ | -------------------------------------- | -------------------------------------- | -------------------------------------- |
| 08-04-1990 | Estoril Open  | World Series | $ 225.000 | Sergio Casal Emilio Sánchez                | Omar Camporese Paolo Canè              | 7-5, 4-6, 7-5                          | Details                                |
| 07-04-1991 | Estoril Open  | World Series | $ 337.500 | Paul Haarhuis Mark Koevermans              | Tom Nijssen Cyril Suk                  | 6-3, 6-3                               | Details                                |
| 05-04-1992 | Estoril Open  | World Series | $ 465.000 | Hendrik Jan Davids Libor Pimek             | Luke Jensen Laurie Warder              | 3-6, 6-3, 7-5                          | Details                                |
| 04-04-1993 | Estoril Open  | World Series | $ 500.000 | David Adams Andrej Olchovski (1)           | Menno Oosting Udo Riglewski            | 6-3, 7-5                               | Details                                |
| 03-04-1994 | Estoril Open  | World Series | $ 500.000 | Christian Brandi Federico Mordegan         | Richard Krajicek Menno Oosting         | Walk-over                              | Details                                |
| 09-04-1995 | Estoril Open  | World Series | $ 550.000 | Jevgeni Kafelnikov Andrej Olchovski (2)    | Marc-Kevin Goellner Diego Nargiso      | 5-7, 7-5, 6-2                          | Details                                |
| 14-04-1996 | Estoril Open  | World Series | $ 600.000 | Tomás Carbonell (1) Francisco Roig         | Tom Nijssen Greg Van Emburgh           | 6-3, 6-2                               | Details                                |
| 13-04-1997 | Estoril Open  | World Series | $ 600.000 | Gustavo Kuerten Fernando Meligeni          | Andrea Gaudenzi Filippo Messori        | 6-2, 6-2                               | Details                                |
| 12-04-1998 | Estoril Open  | Int. Series  | $ 600.000 | Donald Johnson (1) Francisco Montana       | David Roditi Fernon Wibier             | 6-1, 2-6, 6-1                          | Details                                |
| 11-04-1999 | Estoril Open  | Int. Series  | $ 600.000 | Tomás Carbonell (2) Donald Johnson (2)     | Jiří Novák David Rikl                  | 6-3, 2-6, 6-1                          | Details                                |
| 16-04-2000 | Estoril Open  | Int. Series  | $ 600.000 | Donald Johnson (3) Piet Norval             | David Adams Joshua Eagle               | 6-4, 7-5                               | Details                                |
| 15-04-2001 | Estoril Open  | Int. Series  | $ 600.000 | Radek Štěpánek Michal Tabara               | Donald Johnson Nenad Zimonjić          | 6-4, 6-1                               | Details                                |
| 14-04-2002 | Estoril Open  | Int. Series  | $ 595.000 | Karsten Braasch Andrej Olchovski (3)       | Simon Aspelin Andrew Kratzmann         | 6-3, 6-3                               | Details                                |
| 13-04-2003 | Estoril Open  | Int. Series  | $ 500.000 | Mahesh Bhupathi Maks Mirni                 | Lucas Arnold Ker Mariano Hood          | 6-1, 6-2                               | Details                                |
| 18-04-2004 | Estoril Open  | Int. Series  | $ 500.000 | Juan Ignacio Chela Gastón Gaudio           | František Čermák Leoš Friedl           | 6-2, 6-1                               | Details                                |
| 01-05-2005 | Estoril Open  | Int. Series  | $ 600.000 | František Čermák Leoš Friedl               | Juan Ignacio Chela Tommy Robredo       | 6-3, 6-4                               | Details                                |
| 07-05-2006 | Estoril Open  | Int. Series  | $ 600.000 | Lukáš Dlouhý Pavel Vízner                  | Lucas Arnold Ker Leoš Friedl           | 6-3, 6-1                               | Details                                |
| 06-05-2007 | Estoril Open  | Int. Series  | $ 600.000 | Marcelo Melo André Sá                      | Martín García Sebastián Prieto         | 3-6, 6-2, [10-6]                       | Details                                |
| 20-04-2008 | Estoril Open  | Int. Series  | € 349.000 | Jeff Coetzee Wesley Moodie                 | Jamie Murray Kevin Ullyett             | 6-2, 4-6, [10-8]                       | Details                                |
| 10-05-2009 | Estoril Open  | ATP 250      | € 398.250 | Eric Butorac (1) Scott Lipsky (1)          | Martin Damm Robert Lindstedt           | 6-3, 6-2                               | Details                                |
| 09-05-2010 | Estoril Open  | ATP 250      | € 398.250 | Marc López David Marrero                   | Pablo Cuevas Marcel Granollers         | 6-7(1), 6-4, [10-4]                    | Details                                |
| 01-05-2011 | Estoril Open  | ATP 250      | € 398.250 | Eric Butorac (2) Jean-Julien Rojer (1)     | Marc López David Marrero               | 6-3, 6-4                               | Details                                |
| 06-05-2012 | Estoril Open  | ATP 250      | € 398.250 | Aisam-ul-Haq Qureshi Jean-Julien Rojer (2) | Julian Knowle David Marrero            | 7-5, 7-5                               | Details                                |
| Oeiras     |               |              |           |                                            |                                        |                                        |                                        |
| 05-05-2013 | Portugal Open | ATP 250      | € 410.200 | Santiago González (1) Scott Lipsky (2)     | Aisam-ul-Haq Qureshi Jean-Julien Rojer | 6-3, 4-6, [10-7]                       | Details                                |
| 27-04-2014 | Portugal Open | ATP 250      | € 426.605 | Santiago González (2) Scott Lipsky (3)     | Pablo Cuevas David Marrero             | 6-3, 3-6, [10-8]                       | Details                                |
| 03-05-2015 | Estoril Open  | ATP 250      | € 439.405 | Treat Huey Scott Lipsky (4)                | Marc López David Marrero               | 6-1, 6-4                               | Details                                |
| 01-05-2016 | Estoril Open  | ATP 250      | € 463.520 | Eric Butorac (3) Scott Lipsky (5)          | Łukasz Kubot Marcin Matkowski          | 6-4, 3-6, [10-8]                       | Details                                |
| 07-05-2017 | Estoril Open  | ATP 250      | € 482.060 | Ryan Harrison Michael Venus                | David Marrero Tommy Robredo            | 7-5, 6-2                               | Details                                |
| 06-05-2018 | Estoril Open  | ATP 250      | € 501.345 | Kyle Edmund Cameron Norrie                 | Wesley Koolhof Artem Sitak             | 6-4, 6-2                               | Details                                |
| 05-05-2019 | Estoril Open  | ATP 250      | € 524.340 | Jérémy Chardy Fabrice Martin               | Luke Bambridge Jonny O'Mara            | 7-5, 7-6(3)                            | Details                                |
| 03-05-2020 | Estoril Open  | ATP 250      | € 542.695 | Geen toernooi wegens de coronapandemie     | Geen toernooi wegens de coronapandemie | Geen toernooi wegens de coronapandemie | Geen toernooi wegens de coronapandemie |
| 02-05-2021 | Estoril Open  | ATP 250      | € 481.270 | Hugo Nys Tim Pütz                          | Luke Bambridge Dominic Inglot          | 7-5, 3-6, [10-3]                       | Details                                |
| 01-05-2022 | Estoril Open  | ATP 250      | € 534.555 | Nuno Borges Francisco Cabral               | Máximo González André Göransson        | 6-2, 6-3                               | Details                                |
| 09-04-2023 | Estoril Open  | ATP 250      | € 562.815 | Sander Gillé Joran Vliegen                 | Nikola Ćaćić Miomir Kecmanović         | 6-3, 6-4                               | Details                                |
| 09-04-2024 | Estoril Open  | ATP 250      | € 579.320 | Gonzalo Escobar Oleksandr Nedovjesov       | Sadio Doumbia Fabien Reboul            | 7-5, 6-2                               | Details                                |

## Statistieken

### Meeste enkelspeltitels
| Aantal titels | Speler                | Jaren      |
| ------------- | --------------------- | ---------- |
| 2             | Juan Martín del Potro | 2012, 2011 |
| 2             | Albert Montañés       | 2010, 2009 |
| 2             | David Nalbandian      | 2006, 2002 |
| 2             | Thomas Muster         | 1996, 1995 |
| 2             | Carlos Costa          | 1994, 1992 |

(Bijgewerkt t/m 2024)

### Meeste enkelspeltitels per land
| Aantal titels | Land        |
| ------------- | ----------- |
| 14            | Spanje      |
| 8             | Argentinië  |
| 2             | Zwitserland |
| 2             | Oostenrijk  |
| 1             | Frankrijk   |
| 1             | Oekraïne    |
| 1             | Rusland     |
| 1             | Servië      |
| 1             | Portugal    |
| 1             | Griekenland |
| 1             | Noorwegen   |
| 1             | Polen       |

(Bijgewerkt t/m 2024)

### Enkel- en dubbelspeltitel in hetzelfde jaar
| Tennisser          | Jaar |
| ------------------ | ---- |
| Emilio Sánchez     | 1990 |
| Juan Ignacio Chela | 2004 |

1990 · 1991 · 1992 · 1993 · 1994 · 1995 · 1996 · 1997 · 1998 · 1999 · 2000 · 2001 · 2002 · 2003 · 2004 · 2005 · 2006 · 2007 · 2008 · 2009 · 2010 · 2011 · 2012 · 2013 · 2014 · 2015 · 2016 · 2017 · 2018 · 2019 · 2020 · 2021 · 2022 · 2023 · 2024
ITF-toernooien (mannen en vrouwen)

ATP-toernooien (mannen) – ATP-seizoen 2025

WTA-toernooien (vrouwen) – WTA-seizoen 2025

Voormalige toernooien mannen
Voormalige toernooien vrouwen
Voormalige amateurtoernooien